# Amitostigma pinguicula
Amitostigma pinguicula là một loài thực vật có hoa trong họ Lan. Loài này được (Rchb.f. & S.Moore) Schltr. mô tả khoa học đầu tiên năm 1919.